# Terengganu FC II
Terengganu Football Club II ist ein Fußballverein aus Kuala Terengganu. Aktuell spielt die Fußballmannschaft in der zweithöchsten Liga des Landes, der Malaysia Premier League. Die Mannschaft ist auch unter dem Namen The Turtles bekannt.
Der Verein wurde am 14. Juli 2006 als T-Team FC gegründet. 2017 wurde der Verein in Terengganu Football Club II umbenannt und ist die Reservemannschaft des Erstligisten Terengganu FA.

## Erfolge
- Malaysia Premier League: 2009 (2. Platz)
- Malaysia FAM League: 2008
- Malaysia Challenge Cup: 2018

## Stadion
Seine Heimspiele trägt der Verein im Sultan Ismail Nasiruddin Shah Stadium in Kuala Terengganu aus. Das Stadion hat ein Fassungsvermögen von 15.000 Personen.
Koordinaten: 5° 22′ 22″ N, 103° 6′ 23″ O

## Spieler
Stand: August 2020
| Nr. |          | Position | Name                  |
| --- | -------- | -------- | --------------------- |
| 1   | Malaysia | AB       | Shafawi Mohamad       |
| 2   | Malaysia | AB       | Samsul Ikram Daud     |
| 3   | Malaysia | ST       | Amir Ashraf Hussin    |
| 4   | Malaysia | AB       | Radhi Yusof           |
| 5   | Malaysia | AB       | Alif Zakaria          |
| 6   | Malaysia | MF       | Dhiyaulrahman Hasry   |
| 7   | Malaysia | AB       | Che Mohd Arif         |
| 8   | Malaysia | ST       | Aliff Fitri Jefri     |
| 9   | Malaysia | AB       | Wan Mohd Fazli        |
| 10  | Japan    | ST       | Bruno Suzuki          |
| 11  | Malaysia | MF       | Ridzuan Razali        |
| 13  | Malaysia | ST       | Firas Tarmizi         |
| 14  | Malaysia | MF       | Zuasyraf Zulkiefle    |
| 15  | Malaysia | MF       | Takhiyuddin Roslan    |
| 16  | Malaysia | MF       | Izaman Solehin Rohadi |
| 17  | Malaysia | ST       | Ramzi Sufian          |

| Nr. |                | Position | Name                    |
| --- | -------------- | -------- | ----------------------- |
| 18  | Malaysia       | MF       | Azrean Aziz             |
| 19  | Malaysia       | TW       | Nik Mohd Amin Ahmad     |
| 20  | Malaysia       | MF       | Amirul Syazwan Nor Azmi |
| 21  | Malaysia       | MF       | Fakrul Wahid            |
| 22  | Malaysia       | MF       | Engku Muhd Nur Shakir   |
| 23  | Malaysia       | AB       | Aqil Irfanuddin         |
| 24  | Malaysia       | TW       | Suhaimi Hussin          |
| 25  | Elfenbeinküste | MF       | Dechi Marcel            |
| 26  | Montenegro     | AB       | Argzim Redžović         |
| 27  | Malaysia       | AB       | Amirul Hafizul Samsol   |
| 28  | Ghana          | ST       | Jordan Mintah           |
| 29  | Malaysia       | MF       | Shaziran Sapien         |
| 30  | Malaysia       | ST       | Izzan Syahmi Mustapa    |
| 31  | Malaysia       | MF       | Haidhir Suhaini         |
| 63  | Malaysia       | ST       | Darren Lok              |

## Trainer
| Saison    | Trainer                   |
| --------- | ------------------------- |
| 2006–2007 | Hasnan Ahmad              |
| 2007–2010 | Che Ku Marzuki            |
| 2011–2012 | Yunus Alif                |
| 2013      | Peter Butler              |
| 2013      | Eduardo Almeida           |
| 2013      | Che Ku Marzuki            |
| 2013–2014 | Azraai Khor               |
| 2014      | Anuar Abu Bakar           |
| 2015      | Tomislav Steinbruckner    |
| 2016–2017 | Rahmad Darmawan           |
| 2017–2018 | Mustafa Kamal             |
| 2018–2019 | Tengku Hazman Raja Hassan |
| 2020–     | Roshaidi Wahab            |

## Saisonplatzierung
| Saison | Līga                    | Platz | FA Cup             | Challenge Cup |
| ------ | ----------------------- | ----- | ------------------ | ------------- |
| 2015   | Malaysia Premier League | 3.    | Runde 2            | Gruppenphase  |
| 2016   | Malaysia Super League   | 7.    | Runde 2            | Halbfinale    |
| 2017   | Malaysia Super League   | 9.    | Runde 3            | Gruppenphase  |
| 2018   | Malaysia Premier League | 11.   | nicht qualifiziert | Sieger        |
| 2019   | Malaysia Premier League | 4.    | nicht qualifiziert | Halbfinale    |
| 2020   | Malaysia Premier League |       |                    |               |

## Beste Torschützen
| Saison | Name                                            | Tore |
| ------ | ----------------------------------------------- | ---- |
| 2015   | Farhod Tadjiyev                                 | 18   |
| 2016   | Patrick Cruz                                    | 10   |
| 2017   | Farhod Tadjiyev Dilshod Sharofetdinov Nor Hakim | 6    |
| 2018   | Akanni-Sunday Wasiu                             | 20   |
| 2019   | Bruno Suzuki                                    | 13   |
| 2020   |                                                 |      |